# Praroman
Praroman är en ort i kommunen Le Mouret i kantonen Fribourg, Schweiz. Praroman var tidigare en egen kommun, men den 1 januari 2003 bildades den nya kommunen Le Mouret av Praroman och fem andra kommuner,